# Ketu nord
Pour les articles homonymes, voir Ketu (homonymie).
Le district de Ketu nord  (officiellement Ketu North District, en Anglais) est l’un des 18 districts de la Région de la Volta au Ghana.
Ce nouveau district a été formé en février 2008 et inauguré le 29 février 2008 à partir de la scission du district de Ketu en 2 districts distincts: Ketu nord et Ketu sud.

## Villes et villages du district
| - Dzodze |

## Sources
- (en)
- (en) Site de Ghanadistricts